# Okulozerebrales Hypopigmentierungs-Syndrom
Das Okulo-zerebrale Hypopigmentierungs-Syndrom ist ein sehr seltenes angeborenes Krankheitssyndrom bestehend aus Pigmentierungsstörung (Albinismus), Entwicklungshemmung der Augen (Mikrophthalmie) sowie geistiger Entwicklungsverzögerung.
Synonyme sind: Cross-McKusick-Breen Syndrom; Cross-Syndrom; Kramer-Syndrom; englisch Depigmentation-Gingival Fibromatosis-Microphthalmia
Die Namensbezeichnungen beziehen sich auf den Erstautor bzw. die Autoren der Erstbeschreibung aus dem Jahre 1967 durch H. E. Cross, Victor Almon McKusick und W. Breen sowie auf den Namen der Familie dieser Erstbeschreibung.

## Vorkommen
Die Häufigkeit wird mit unter 1 zu 1.000.000 angegeben.

## Ursache
Der Erkrankung liegen Mutationen auf Chromosom 3 Genort q27.1–q29 zugrunde.

## Klinische Erscheinungen
Das Krankheitsbild kann  individuell recht unterschiedlich ausgeprägt sein, neben Pigmentierungsmangel der Haut und der Augen finden sich weitere Augenanomalien wie Hornhaut- oder Linsentrübung, ferner Kleinwuchs, geistige Retardierung sowie zunehmende neurologische Auffälligkeiten wie spastische Tetraparese,  Steigerung der Reflexe Hyperreflexie eventuell auch Athetose. Zusätzlich können weitere Anomalien am Gehirn, Harntrakt oder Leistenhernien beidseits auftreten.

## Differentialdiagnose
Differential-diagnostisch sind andere angeborene Formen des Albinismus abzugrenzen:
- Chediak-Higashi-Syndrom
- Hermansky-Pudlak-Syndrom
- Griscelli-Syndrom
- Neuroektodermale melanolysosomale Krankheit (Elejalde-Erkrankung)
- Okulozerebrales Hypopigmentierungs-Syndrom Typ Preus[6]